# Josep Fabra i Roca
Josep Fabra i Roca (Barcelona, 1818? - Barcelona, 18 de maig de 1888) va ser un passamaner, polític i, més tard, funcionari català. Alcalde de Gràcia durant la Primera República, és conegut per ser el pare del filòleg Pompeu Fabra, sobre qui va exercir una notable influència.

## Biografia
Passamaner d'ofici, com ho havia estat el seu pare. Es casà el 31 d'agost de 1847 a l'església de Sant Miquel de Barcelona amb Carolina Poch i Martí (Barcelona, 1830), que havia treballat despatxant a una botiga. Un cop casats, van viure al Carrer Ample 18 i poc després es traslladaren a un quart pis del carrer dels Escudellers de Barcelona, on nasqueren gairebé tots els seus fills. Veieren néixer molts fills, es calcula que entre tretze i setze, però de tots ells només en sobrevisqueren tres fins a la maduresa: Anna (29 de novembre de 1853), Clara (1865) i Pompeu (1868), que ja va néixer al carrer de la Mare de Déu de la Salut, a la vila de Gràcia.
Republicà, fou una persona molt implicada en la vida política del convuls regnat d'Isabel II. Va prendre part activa en els fets revolucionaris de 1868 a Gràcia, probablement també en la seva preparació. Els seus mèrits sembla que foren notoris, perquè va ser nomenat alcalde. De l'alcaldia a la vila, es diu que Fabra fou un home valent sense ostentació, honest, sacrificat i responsable, que no es deixava subornar pels seus enemics polítics. Per pal·liar la maldada situació dels graciencs que es trobaven a l'atur, el 10 d'octubre de 1868 va demanar a l'alcalde de Barcelona que els donés feina en els treballs d'enderroc de les muralles. Fabra fou amenaçat pels seus contraris i, finalment, agredit de forma furtiva, fent el camí des del nucli urbà fins a casa seva, que es trobava allunyada de la vila, a la part alta del terme municipal. Per insistència de la seva dona, que li mostrà gran preocupació per aquella situació, va decidir canviar de domicili i s'instal·laren al carrer Gran, núm. 87.
Desenganyat a causa del final violent de la Primera República (1874), decidí abandonar la política i se centrà en l'obrador de passamaneria. No passà gaire temps quan se'l va vendre i deixà l'ofici. La raó d'aquella decisió fou el compromís de la seva filla Anna amb Bartomeu Galí, mestre de professió, que va convèncer el sogre de deixar Gràcia, instal·lar-se amb tota la família a l'Eixample de Barcelona –al carrer de la Diputació, entre Roger de Llúria i Pau Claris– i exercir un nou ofici, el de mostassaf, un càrrec municipal que consistia en verificar els pesos i mesures. El van destinar a la zona portuària.
Josep Fabra va exercir una gran influència en el fill Pompeu, tant pels primers contactes amb alguns diccionaris i gramàtiques que corrien per casa, com el Diccionari de la llengua catalana, de Pere Labèrnia, i la Gramática de la lengua catalana, d'Antoni de Bofarull i Adolf Blanch, com per la tria de la carrera d'enginyer que va elegir per al seu fill, que, tanmateix, no va poder veure completada a causa de la seva mort. Va morir el 18 de maig de 1888 al carrer de les Moles, on feia temps que s'havia traslladat la família Galí-Fabra.